# Human Rights Publishers
Human Rights Publishers — международная издательская группа, образованная в 2004 году двумя одноимёнными издательствами («Права человека») в Москве и Праге и автономной некоммерческой организацией «Редакция журнала „Правозащитник“» в Ижевске. Главный редактор и учредитель издательства — Владимир Ведрашко.

## Издательство «Права человека»
Первые книги московского издательства:
- Андрей Сахаров. «Воспоминания»
- Альфред Мирек. «Тюремный реквием»
- Александр Майоров. «Правда об Афганской войне», «Вторжение. Чехословакия, 1968»
- Андрей Шарый. «Трибунал. Хроника неоконченной войны»

## Human Rights Publishers
Книги пражского издательства:
- Михаил Сергеев. «И сотворил Бог смех»
- Андрей Шарый, Айя Куге. «Молитва за Сербию»
- Вера Васильева. «Как судили Алексея Пичугина. Судебный репортаж»
- Вера Васильева. «Третий суд Алексея Пичугина (хроники „дела ЮКОСа“)»
- Иван Толстой. «„Доктор Живаго“»: Новые факты и находки в Нобелевском архиве»